# Église de la Sainte-Trinité de Marylebone
L'église de la Sainte-Trinité (anglais : Holy Trinity Church), est située à Westminster, à Londres. C'est une ancienne église anglicane, classée Grade I, construite en 1828 par Sir John Soane. En 1818, le Parlement avait adopté une loi mettant de côté un million de livres pour célébrer la défaite de Napoléon. C'est l'une des soi-disant « églises de Waterloo » qui ont été construites avec cet argent.  

## Description et usages
Elle a une chaire externe donnant sur Marylebone Road et une entrée avec quatre grandes colonnes ioniques. Il y a un clocher-lanterne, semblable à la nouvelle église St Pancras, qui se trouve également sur Euston Road à l'est. 
Dans les années 1930, elle était tombée en désuétude et en 1936 a été utilisée par la nouvelle société Penguin Books pour stocker des livres. En 1937, Penguin a déménagé à Harmondsworth et la Society for Promoting Christian Knowledge (SPCK), une organisation missionnaire anglicane, y a emménagé. C'était leur siège jusqu'en 2006, lorsqu'ils ont déménagé à Tufton Street, à Westminster (ils ont depuis déménagé à Pimlico). L'église est actuellement l'emplacement du premier grand magasin de mariage au monde, The Wedding Gallery, qui est basé au rez-de-chaussée et au sous-sol. Le premier étage est utilisé comme un espace événementiel géré par One Events et connu sous le nom de "One Marylebone". 
L'ancienne église se dresse sur un îlot de circulation à part entière, délimitée par Marylebone Road à l'avant, et Albany Street et Osnaburgh Street de chaque côté; la rue à l'arrière nord est Osnaburgh Terrace.

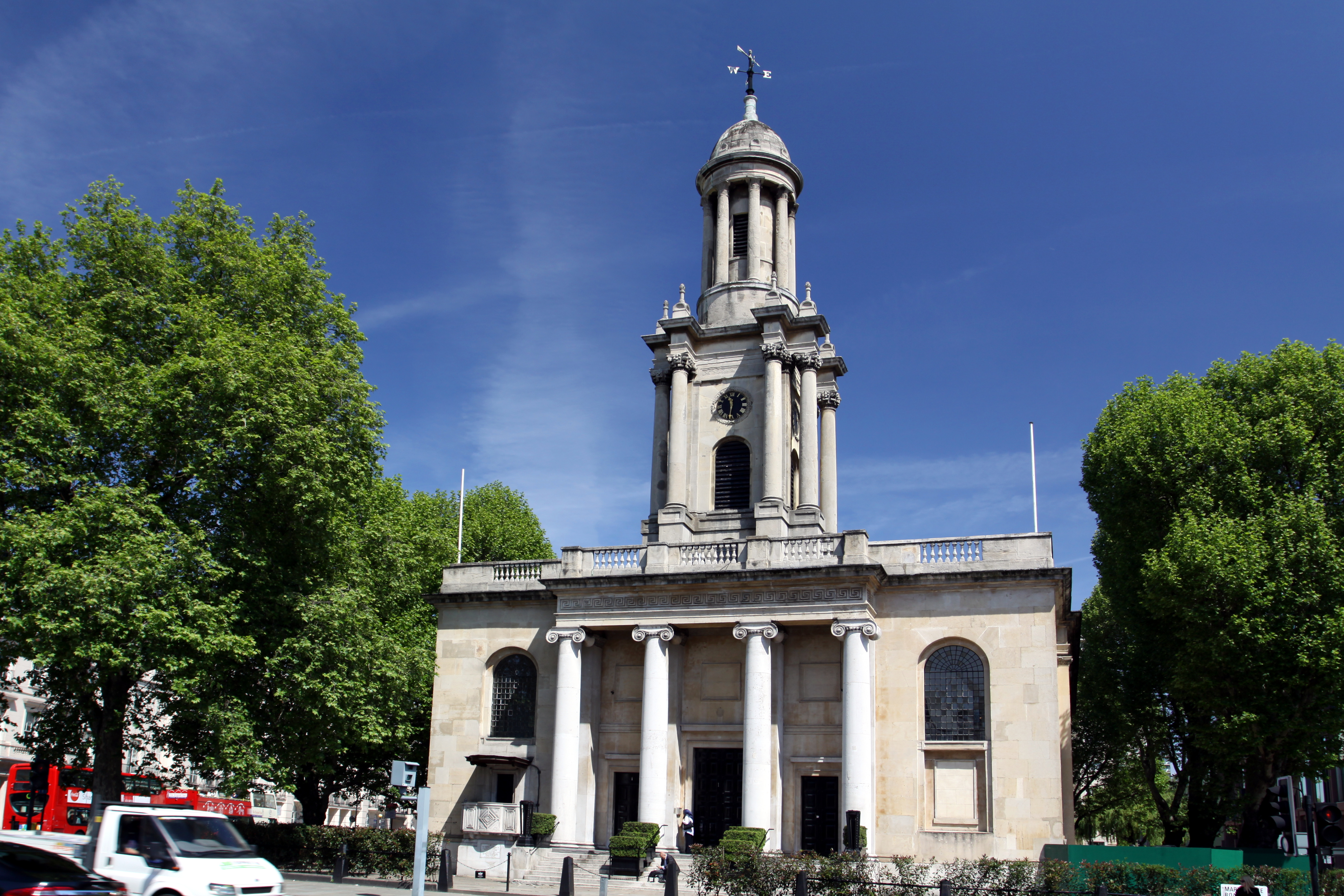
Façade
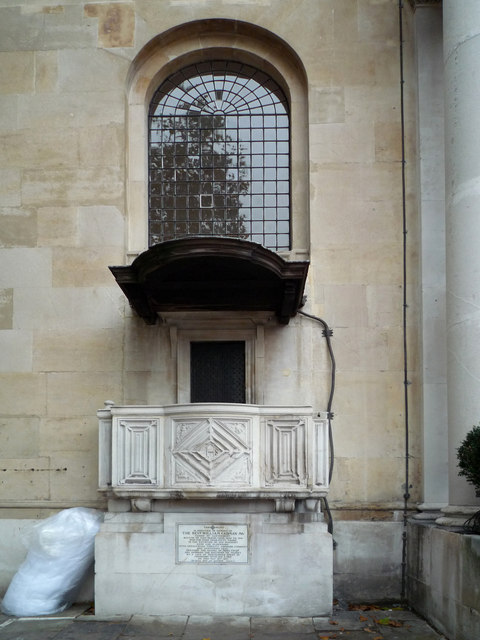
Chaire externe
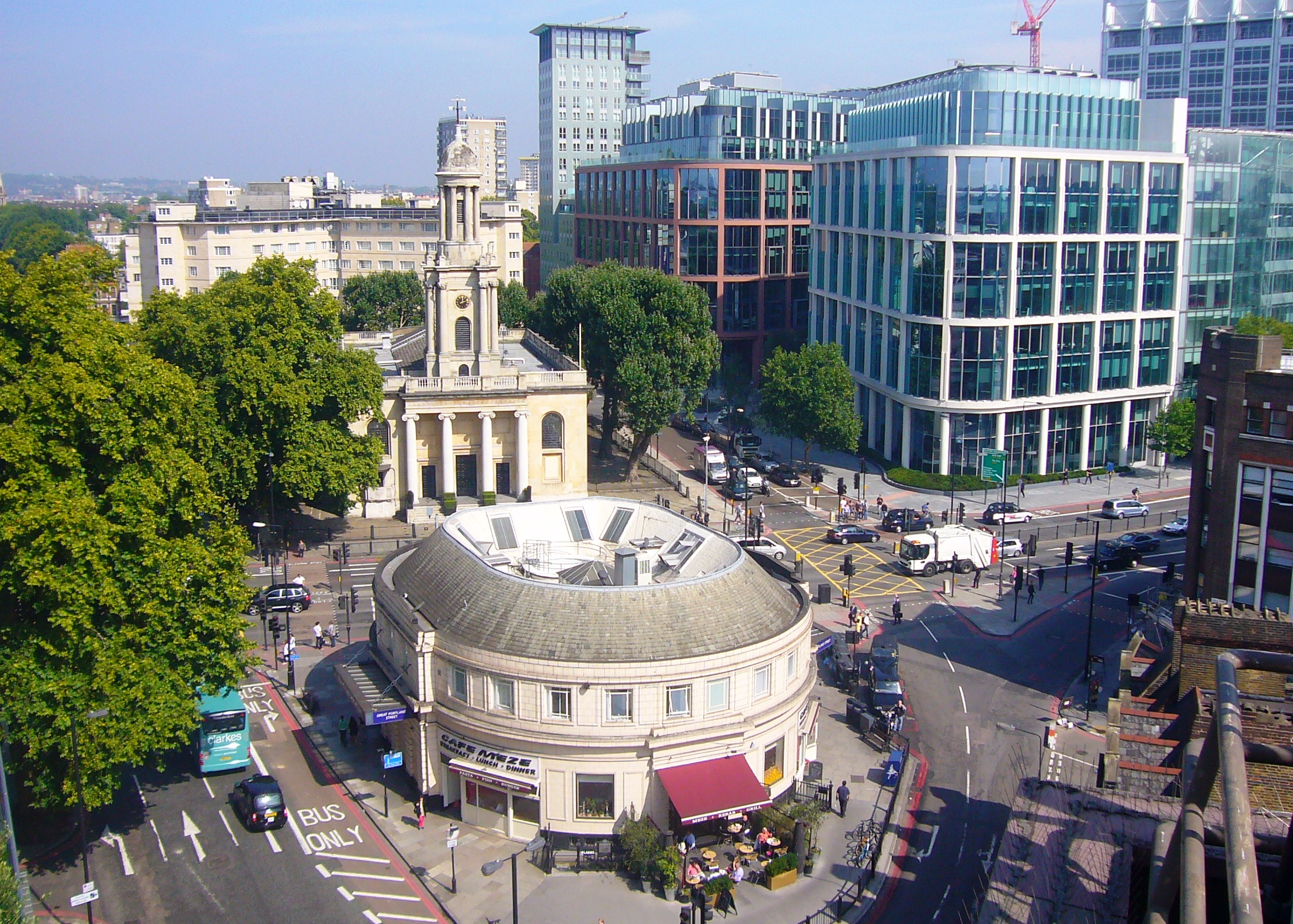
Vue de l'arrière